# İdil

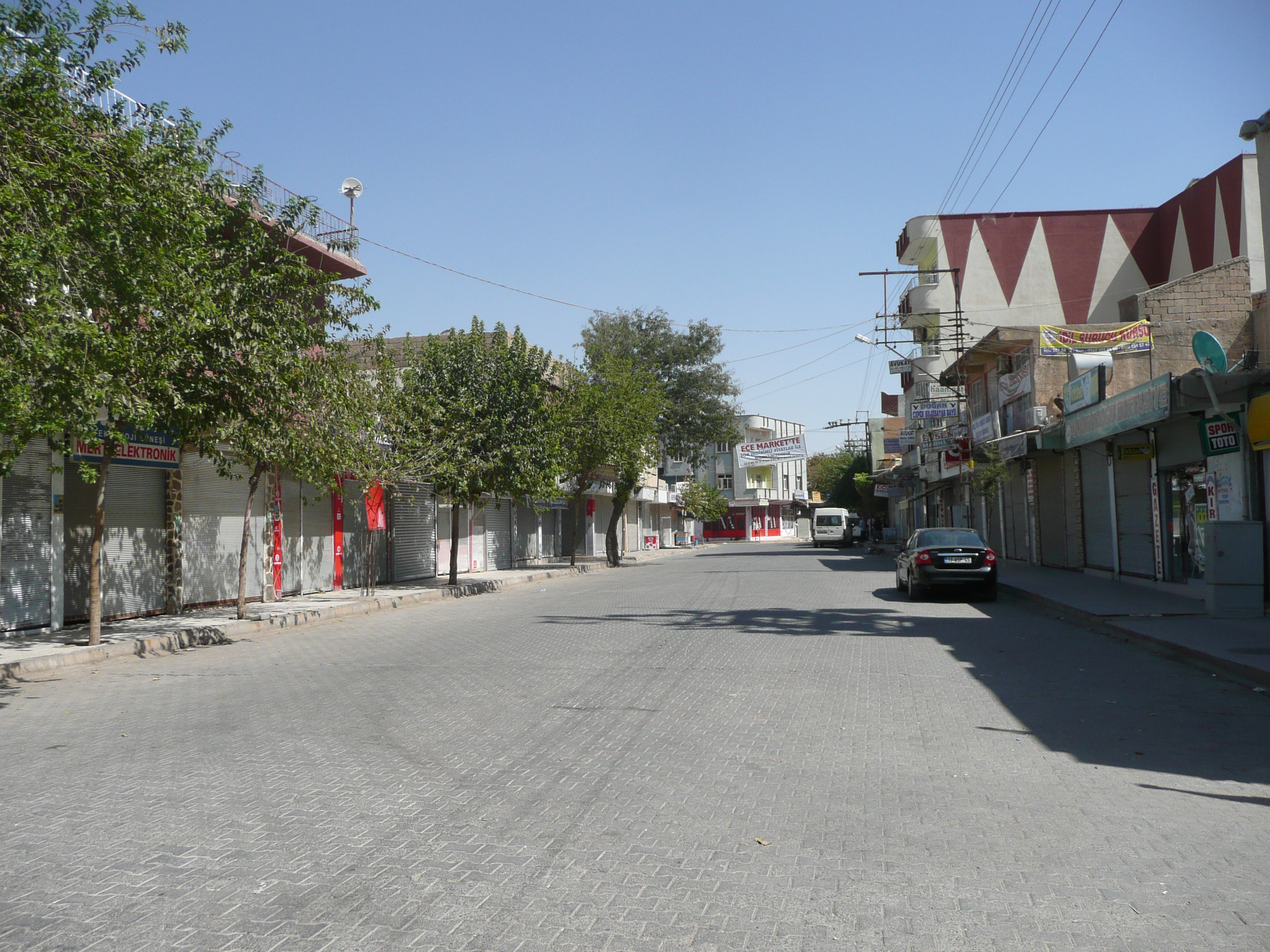
A view of İdil district

İdil este un oraș din Turcia.